# Up in the Air (canción)
«Up in the Air» —en español: «en el aire»— es una canción de rock alternativo interpretada por la banda estadounidense 30 Seconds to Mars y lanzada como primer sencillo de su cuarto álbum de estudio, Love, Lust, Faith and Dreams. La canción se estrenó el 4 de marzo de 2013 en el espacio exterior durante la Expedición 35 y se lanzó a la venta el 19 de marzo de 2013. Tras el excéntrico y llamativo estreno de «Up in the Air », este representa el retorno musical de la banda después de su último sencillo «Hurricane» lanzado en 2011.

## Antecedentes
El estreno de «Up in the Air» se realizó en la Estación Espacial Internacional, arriba del cohete «Falcon 9», la canción despegó el 4 de marzo de 2013 desde el Complejo de Lanzamiento Espacial en Cabo Cañaveral. Tiempo después Jared Leto vocalista de la banda, confirmó que el 19 de marzo de 2013 se realizaría lanzamiento comercial del sencillo en iTunes.

## Desempeño comercial
América
En Estados Unidos, debutó en el decimotercer puesto del conteo Alternative Songs durante su semana de estreno. En dicha edición de la revista Billboard, se declaró que la canción tuvo 6 000 000 de radioyentes en más de sesenta estaciones de radio, tan solo en su semana de estreno.
Europa
«Up in the Air» debutó en el puesto número 83 del conteo irlandés, Irish Singles Chart durante su semana de estreno. Tras un incremento notorio de sus ventas, en la semana del 25 de marzo de 2013, «Up in the Air» ascendió al puesto número 45 en el conteo UK Singles Chart, luego de sus altas ventas digitales. En Escocia, según el conteo OCC, el sencillo cosechó altas ventas digitales para así colocarse en el puesto número 34 de dicha lista. En mayo de 2013, «Up in the Air» volvió a las listas musicales, posicionándose en el número 42 en España, según el conteo de PROMUSICAE.

## Video musical
Rodaje

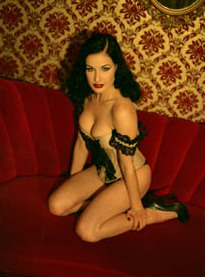
La actriz y modelo Dita Von Teese, es una de las celebridades que aparecen en el video.

El video fue rodado en Los Ángeles, California entre el siete y nueve de febrero de 2013 bajo dirección del vocalista Jared Leto y la ayuda del artista Damien Hirst, el rodaje del videoclip aunado un casting los días siete y ocho del mismo mes, publicando en el sitio oficial de la banda el llamado al casting, mismo que contenía una lista de caracterizas a llevar para así poder participar en el vídeo. Después de semanas de edición, se dio a conocer el cortometraje de «Up in the Air» el 19 de abril de 2013.
Trama y escenas
Las escenas incorporan cameos de distintas modelos, artistas y gimnastas reconocidas. Como McKayla Maroney quien hace varias acrobacias a lo largo del video, Dita Von Teese quien aparece con una vestimenta color rosada montando un toro mecánico del mismo color. Cabe destacar que en escenas menores, aparecen otras celebridades partícipes en el vídeo, como lo son la gimnasta Jordyn Wieber y el escritor Neil Strauss.
El video se centra en un tipo de bodega, en el cual se encuentra un espacio amplio donde suceden las acciones. A lo largo de la trama aparece un león, una serpiente, varias cebras y un lobo, Cada cuadro es como una fotografía, y, sin embargo, todos ellos están intrínsecamente ligados, por lo que cuando se combinan, estas imágenes singulares forman una unidad de fuerza cohesiva. Cuentan una historia para transmitir emociones de la lujuria, la pérdida, la tristeza, el deseo y la ira. Cabe destacar que en las escenas aparece la portada del álbum Love, Lust, Faith and Dreams y también la portada del sencillo promocional de «Up in the Air», de una cebra frente a una pared azul cielo.
Reconocimientos
El 17 de julio de 2013, este video fue nominado a tres premios MTV Video Music Awards en las categorías Mejor video de rock, Mejor dirección de arte y Mejor fotografía.

## Expedición 35

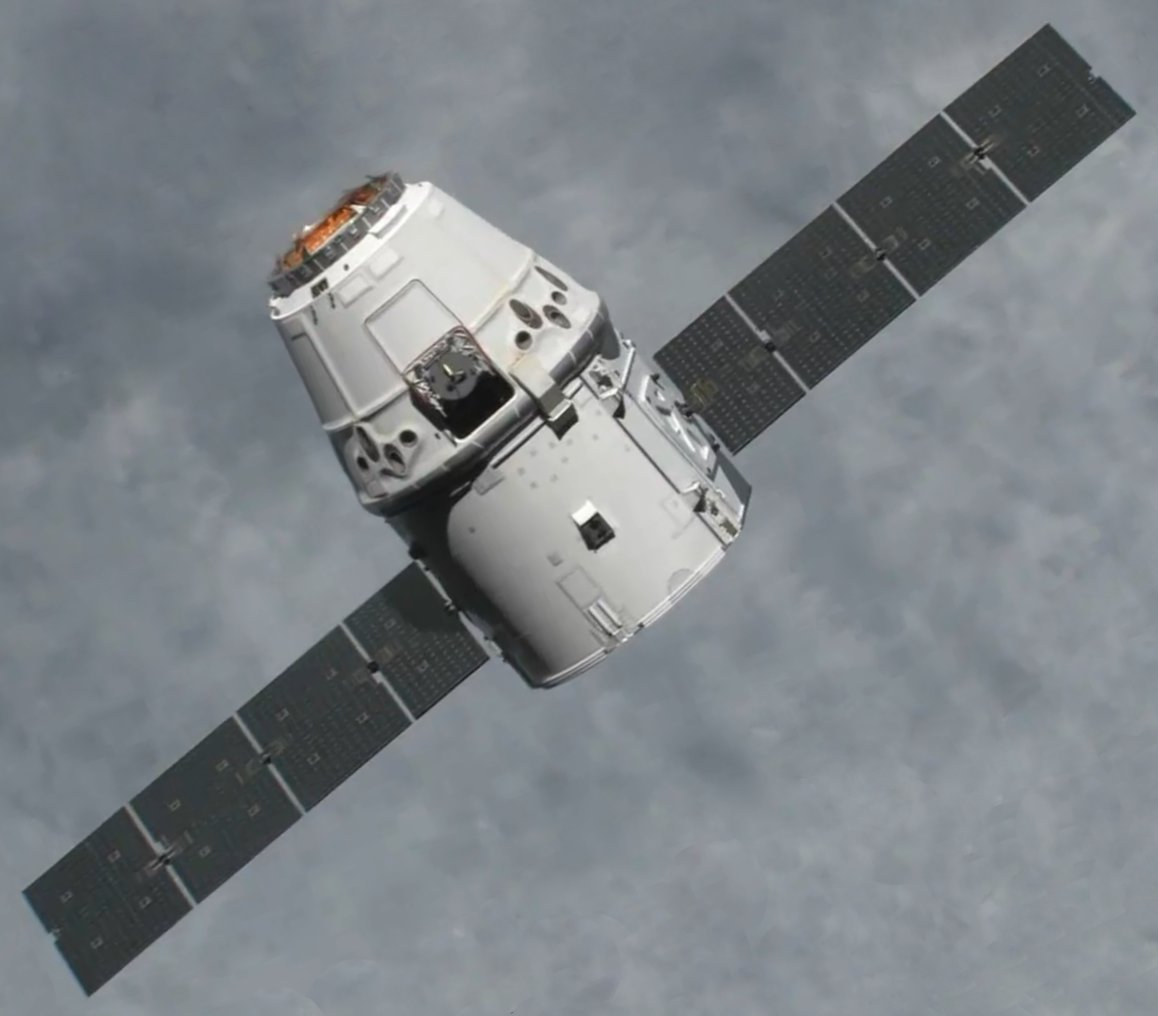
El sencillo sonó en el espacio exterior a bordo del SpaceX CRS-2.

El 4 de marzo de 2013, el sencillo en CD de «Up in the Air» se colocó en el despegue del SpaceX CRS-2 mediante la Expedición 35 comandada por Chris Hadfield, esto se realizó en la Estación Espacial Internacional, arriba del cohete «Falcon 9», la canción desde el Complejo de lanzamiento espacial en Cabo Cañaveral.

## Lista de canciones
- Descarga digital

| Up in the Air : Single |                 |          |  |
| N.º                    | Título          | Duración |  |
| 1.                     | «Up in the Air» | 04:35    |  |

## Posicionamiento en listas
| País           | Lista               | Mejor Posición |
| -------------- | ------------------- | -------------- |
| Irlanda        | Irish Singles Chart | 83             |
| Reino Unido    | UK Singles          | 45             |
| Escocia        | OCC                 | 34             |
| España         | PROMUSICAE          | 42             |
| Estados Unidos | Alternative Songs   | 3              |

## Historial de lanzamientos
| Región                          | Fecha               | Formato                          | Ref.   |
| ------------------------------- | ------------------- | -------------------------------- | ------ |
| Estación Espacial Internacional | 4 de marzo de 2013  | Sencillo en CD                   | [ 19 ] |
| Estados Unidos                  | 19 de marzo de 2013 | Descarga digital, sencillo en CD | [ 5 ]  |